# カムフラージュ (レイジーの曲)
「カムフラージュ」は、1977年10月25日に発売されたレイジーの2枚目のシングル。

## 解説
デビュー曲「Hey! I Love You!」が不発に終わり、方向転換としてA面・B面共に、松任谷由実の作詞・都倉俊一の作曲、さらにかまやつひろしのセッティングと、ヒットメーカーを起用したシングル。しかし東京ではそこそこ売れたものの、周囲の期待ほどには売れ行きは伸びなかった。オリコンの全国ランキングでの100位以内へのランクインは叶わなかった。
A面・B面共に、リードボーカルの後からコーラスが歌詞を繰り返す形になっている。

## 収録曲
- 両楽曲共に、作詞：松任谷由実／作曲・編曲：都倉俊一

1. カムフラージュ [02:45]
2. クィーンにふさわしい [03:26]